# Matthias Thoraconymus
Matthias Thoraconymus (andere Schreibweise: Thorakonymus, slowakisch Matej Thoraconymus-Kabát, ungarisch Thoraconymus Mátyás) (* um 1550 in Brezno; † 22. Juni 1586 in Sárospatak) war ein slowakischer reformierter Theologe und Pädagoge.

## Leben
Matthias Thoraconymus wurde als „Matej Kabát (Kabatai, Kabath, Cabatius)“ in Brezno (Brisen) geboren.

### Schulzeit und Studium
Er besuchte die Schulen in Iglau und Bartfeld (Bardejov) und lernte Deutsch, Ungarisch, Latein, Griechisch und Hebräisch. In Iglau war der spätere Pfarrer und Senior von Schemnitz (Banská Štiavnica), Mag. Matthias Eberhard (* um 1535/40; † 1580), sein Lehrer. Kabát nahm den griechisch-lateinischen Humanistennamen Thoraconymus (Θωρακώνυμος) an:  „thorax“ (griechisch θώραξ, -κος ‚Brust‘) ist die „Brustbekleidung“, ungarisch-slowakisch „kabát“ bedeutet „Brustkleid, Wams“, griechisch -ώνυμος (zu ὄνομα onoma) ist der „Name“.
1569 immatrikuliert er sich an der Universität Wittenberg als „Matthias Thoraconymus, vulgo Kabat dictus, Brisnensis“.

### Oberungarn
Thoraconymus wurde 1570 Lehrer in Bartfeld in Oberungarn (ungarisch: Felső-Magyarország, slowakisch Horné Uhorsko) und war von 1571 bis 1578 unter dem Schutz des kaiserlichen Feldobersten und österreichischen Statthalters in Oberungarn Hans Rueber zu Pixendorf (1529–1584) Lehrer am protestantischen Gymnasium in Kesmark (Kežmarok) im Komitat Zips. Ab 1572 war Thoraconymus Rektor dieses Gymnasiums, bis er 1574 durch den Pfarrer Georgius Sommer aus dieser Stellung vertrieben und 1575 von Emmerich Sonntag abgelöst wurde.
Unter Thoraconymus' Schülern in Kesmark (Tyropolis) waren Samuel Melikius († 1620), Jan Cnidonymus († um 1610), Jakub Žabonius (Jacobus Czebonius), Imre Peluch (Emerich Peluchius) († nach 1592), Pavel Hrubec (Paulus Hrubetius; Hrabecius), János Gazsúr (Johannes Gassur) († 1606), Gregor Balgár, Jeremias Corodinus (Kóródi), Michael Petrovitz, Jacobus Kozogedsky und Sebastian Ambrosius genannt Lahm (1554–1600), der ihm 1576 als Rektor des Kesmarker Gymnasiums folgte.
1578 bis 1579 war Thoraconymus Schulrektor in Kaschau (Košice) in Oberungarn. Er geriet in eine Auseinandersetzung mit Ruebers Kaschauer Hofprediger Mento Gogreve (um 1541–nach 1588), der ihm Sakramentalismus vorwarf, weil Thoraconymus die sog. „Realpräsenz“ Christi im Abendmahl ablehnte und sich gegen  Hochaltar, Kerzen und andere Gegenstände in Kirchen aussprach.

### Komitat Semplin
Im Januar 1579 gab Thoraconymus seine Stelle auf, war für ein halbes Jahr Prediger in Sátoraljaújhely und dann ab 1579/80 Rektor in Sárospatak im Komitat Semplin. Unter seinen dortigen Schülern waren Demetrius Kraccovius († nach 1598), Stefan Predmerita, Lucas Kotski (Köcski Lukács), Izsák Fegyverneki († 1589) und Imre Katona Újfalvi (1572–1610).
Thoraconymus ist 1586 in Sárospatak einer Pestepidemie zum Opfer gefallen. Dagegen berichtet Antal Szirmay (1747–1812), Thoraconymus habe 1587 sein Amt in Sárospatak aufgegeben. In älterer Literatur wurde deswegen – unzutreffend – vermutet, er habe 1588 noch einmal das Rektorat in Kesmark übernommen und sei dort zwischen 1591 und 1593 verstorben. Georg Deidrich (* um 1570; † 1606) – 1591 Rektor des Gymnasiums Hermannstadt – würdigte Thoraconymus, Georg Caesar Cassovius († 1586) und Kaspar Pilz (1526–1605) als Straßburger Student 1589 in einem Gedicht auf die Stadt Patak.

### Bedeutung
Der Slowake Thoraconymus war zusammen mit den deutschsprachigen Anhängern („Philippisten“) Melanchthons (1497–1560) Sebastian Ambrosius Lahm, Kaspar Pilz und Mag. Johannes Mylius (* 1557 oder 1559; † 1630) die führende Persönlichkeit der kirchenpolitischen Bewegung in der Zips, die von den Vertretern der lutherischen Orthodoxie polemisch als „Kryptocalvinismus“ bezeichnet wurde, die Verpflichtung auf die Konkordienformel von 1577 ablehnte und das Entstehen reformierter Gemeinden vorbereitete. Thoraconymus verfasste im Zusammenhang der zeitgenössischen Auseinandersetzungen um das Abendmahl Jesu theologische Abhandlungen über die sogenannte „hypostatische Union“ der „göttlichen“ und der „menschlichen Natur“ in Christus und die Frage, ob dessen Leib und Blut in den Elementen von Brot und Wein gegenwärtig sei. Das Werk De Controversiis Religionis widmete er Sebestyén Thököly († 1607).
Matthias Thoraconymus führte einen umfangreichen Briefwechsel, der teilweise erhalten ist, unter anderem mit Thomas Faber († 1592), Georg Radaschin d. J., Ferenc Paczoth von Böky (Beki; Beokij), Freiherr zu Nagytárkány (Groß Tarkan), Mag. Adam Cholossius Pelhřimovský (1544–1591), Kaspar Kramer († um 1578) oder Johann Jakob Grynaeus. Darüber hinaus fertigte er Übersetzungen an, stellte Abschriften her und verfasste einige Gedichte (Disticha).
Johannes Bock, der in Kaschau lebte, überliefert als Wahlspruch von Matthias Thoraconymus: „Pie, modeste! Deus providebit (= (Sei) Fromm, bescheiden! Gott wird (für dich) sorgen)“.

### Familie
1591 heiratete Franziskus Tolnai (Tolnai Ferenc) († 1610) aus Szárász eine Tochter von Matthias Thoraconymus. Ferenc Dobó de Ruszka († 1602), ein Sohn von István Dobó, berief Tolnai als Pfarrer nach Serednje (Szeregnie).
Der zweite „Cammer Secretari“ der Kammer von Zips Johannes Thoraconymus  (Thoraconimus János) († nach 1603), der 1595 Catharina Pap, die Tochter von Franciscus Pap, heiratete, war ein Sohn von Matthias Thoraconymus. Als kaiserlicher Kommissar berichtete er 1600 aus Klausenburg und Karlsburg in Siebenbürgen Kaiser Rudolph II. (1552–1612) bzw. dessen Bevollmächtigten Hofkriegsrat David Ungnad von Sonneck (1530–1600) und Michael Székely († 1603), Burghauptmann von Szathmár (Satu Mare), über die Mission des kaiserlichen Gesandten Aloys Radibrat und die Schwierigkeit, die Absichten von Mihai Viteazul (1558–1601) einzuschätzen. 1603 errichtete er in Kaschau sein Testament. Seine Privatbibliothek vermachte er der evangelischen Kirchengemeinde Leutschau (Levoča).

## Werke
- (Beitrag eines griechischen Hochzeitsgedichtes in:) Georg Henisch: Προπεμπτικόν Johanni Jantschio[50] Lipschensi, ex inclyta Academia Witebergensi in patriam redeunti scriptum à Georgio Henischio Bartphano Pannonio. Addita svnt epitahalamia, scripta in honorem nuptiarum eiusdem, & pudicissimê uirginis Annae, reuerendi uiri, Michaëlis Radaschini[51], pastoris ecclesiae Bartphensis, superstitis patri filiae, Leipzig: Hans Rambau d. Ä. 1571[52]
- Spongia elegiaca, Qua Matthias Thoraconymus seu Cabatius, abstergit labem sibi aspersam a Magistro Matthia Eberhardo, Ecclesiae Schebnicensis Pastore … faciebat Matthias Thoraconymus lector Scholae Patakiensis Mense Octobri, Anno 1579, o. O. 1579
- Orthographia [Verlorene pädagogische Schrift über Probleme der lateinischen, griechischen und hebräischen Rechtschreibung; zitiert bei Imre Katona Újfalvi][22][23]
- [Verlorene polemische Schrift gegen Mento Gogreve, um 1579, lateinisch und deutsch; rekonstruierbar aus: Georg Creutzer[53]: Proba der Calvinischen Merckzeichen, Kesmark 1587, erwähnt in Theraconymus' Brief von 1583 an den Rat von Kaschau][54]
- (Mitverfasser und Mitherausgeber von:) Petrus Berexasius[55] / Matthias Thoraconymus / Johann Jakob Grynaeus (Hrsg.): De Controversiis Religionis Hoc Secvlo Motis Adversaria quaedam scripta: In quibus vtriusque partis dissidentium Argumenta, ad Scripturae diuinae canonem explorantur, & Iesuitis potissimum respondetur, conscripta & edita á Petro Berexasio, Varadinensis Ecclesiae in Vngaria Ministro, & a Matthia Thoraconymo, Patacinensis Gymnasij Rectore, edita cura Joh. Jac. Grynaei [mit Beiträgen von Kaspar Pilz und Wolfgang Schreck[56][57]], Basel 1587, darin:
  - Tractatvlvs De Hypostatica Vnione Dvarvm Natvrarvm In Christo Mediatore breuibus Quaestionibus comprehensus, Avctore Matthie Thoraconymo, 1586, S. 211–274
  - Strenae Examinatoribvs Propositionvm De Coena Domini A Caspare Pilcio Pastore Ecclesiae Sarosiensis dignissimo editarum, missae a Matthia Thoraconymo, initio Anni Domini 1586 S. 275–306
  - Discvssio Septem Paralogismorum Pro Asserenda Orali Ipsivsmet natiui corporis & sanguinis Christi perceptione confictorum, &c. Avctore Matthia Thoraconymo. 1586, S. 307–346